# Port lotniczy Ali Sabieh
Port lotniczy Ali Sabieh (ang. Ali-Sabieh Airport) – jeden z aeroportów Dżibuti. Obsługuje miasto Ali Sabieh, stolice regionu o tej same nazwie.